# Gorlice-Becken

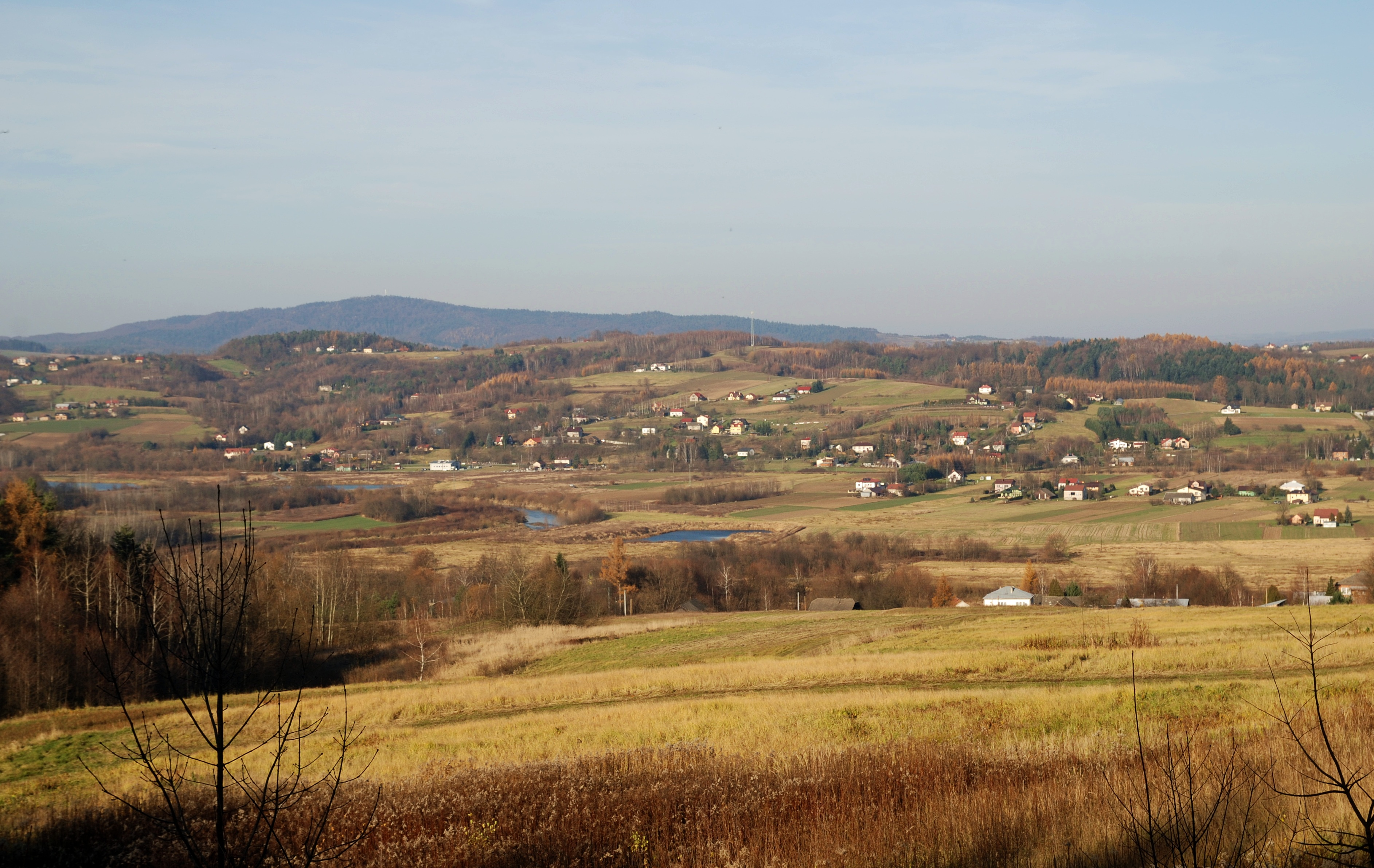
Tal der Ropa im Becken

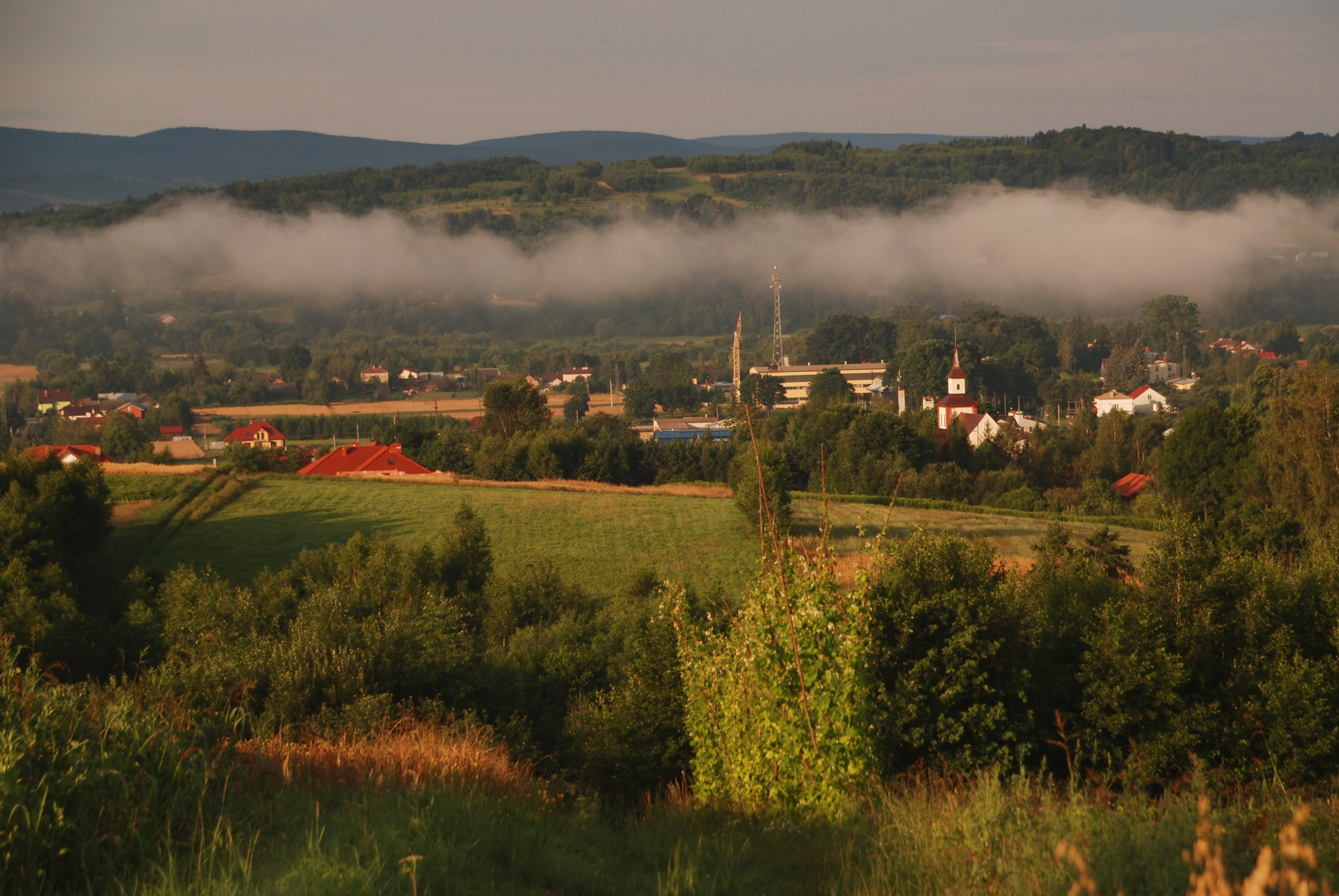
Przysieki

Das Gorlice-Becken (polnisch Obniżenie Gorlickie) in Polen ist ein kleiner Talkessel im Kleinpolen inmitten des Mittelbeskiden-Vorgebirges. Es liegt auf einer Höhe von ca. 350 m ü. NN und bedeckt eine Fläche von ca. 225 km², wobei es maximal ca. 40 km lang und 20 km breit ist. 

## Geografie
Das Gorlice-Becken ist Teil des Mittelbeskiden-Vorgebirges und erstreckt sich an der Ropa zwischen den Niederen Beskiden und dem Jasło-Gebirge im Süden, dem Ciężkowice-Gebirge im Norden, sowie dem Jasło-Krosno-Becken im Osten, zusammen mit welchem es das Sanoker Flachland bildet. 
Das Gorlice-Becken ist dicht besiedelt. Die einzige größere Stadt ist Gorlice. Die fruchtbare Region ist ansonsten landwirtschaftlich geprägt. Sie gehört zusammen mit den östlich anliegenden Gebieten zum ältesten Erdölförderungsgebiet der Welt. Die Ölquellen sind mittlerweile größtenteils erschöpft.
Eine der Volksgruppen, die das Becken bewohnt, sind die Nachfahren der Walddeutschen.

## Panorama

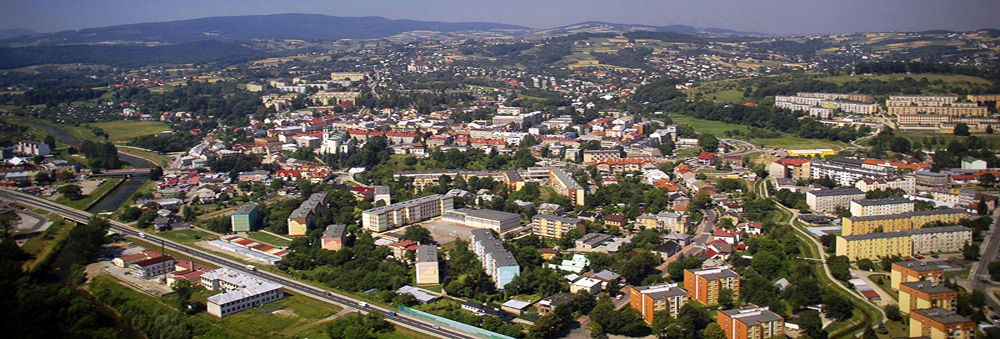
Panorama von Gorlice im Zentrum des Beckens